# 菲爾德冰原
菲爾德冰原（英語：Field Névé），是南極洲的冰原，位於維多利亞地的彭內爾海岸，流經霍姆蘭山脈和芬德萊山脈，由新西蘭南極名稱諮詢委員會命名，現時由南極條約體系管理。